# Fiat Toro

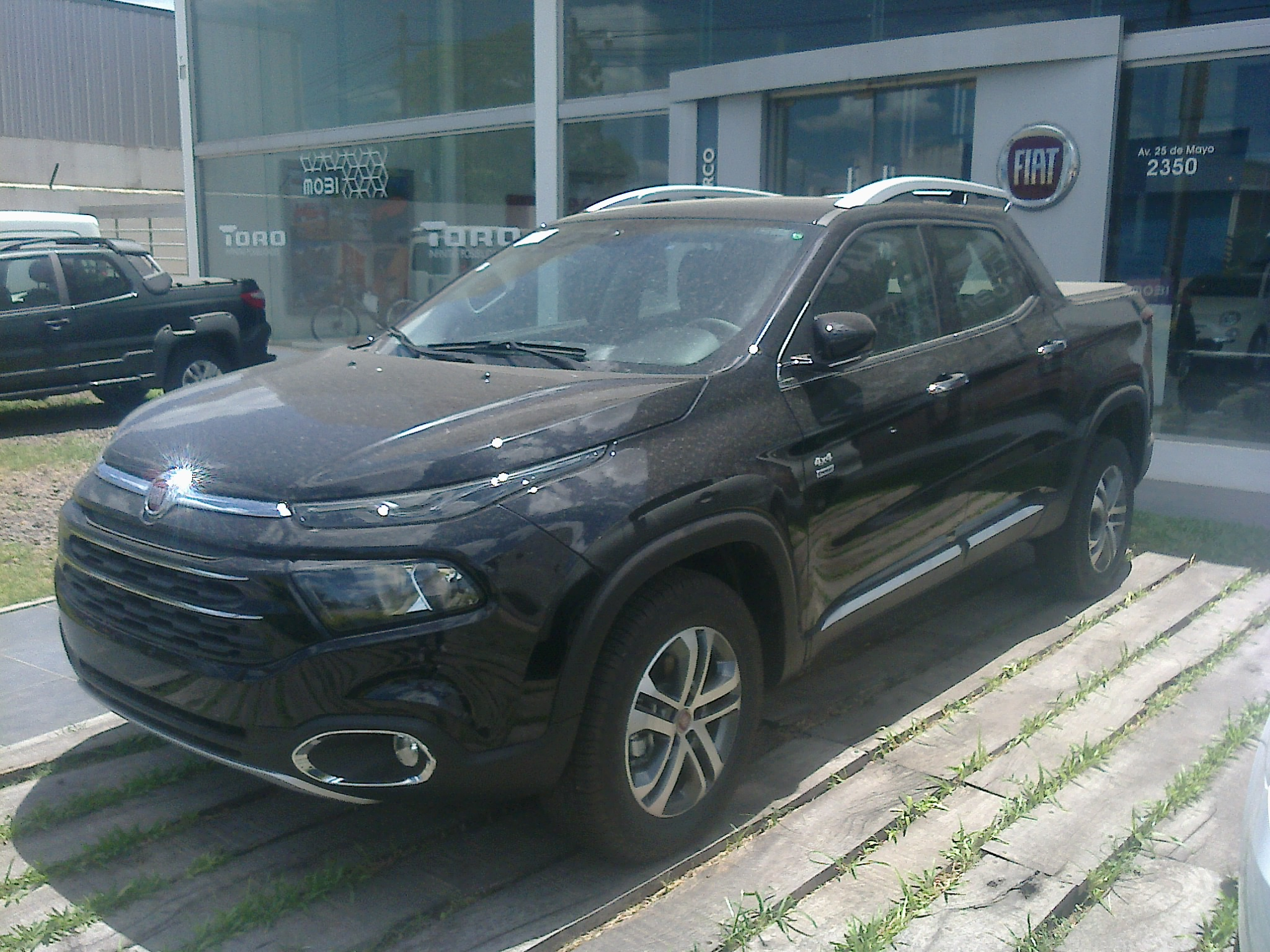
Fiat Toro

De Fiat Toro is een pick-up van het Italiaanse automerk FIAT. De Toro is vooral bedoeld voor de Zuid-Amerikaanse markt en wordt niet geleverd in Europa. De auto wordt daarom ook gebouwd in de FIAT-fabriek in Brazilië, waar de auto ook geheel is ontworpen. FIAT voegde de Toro eind 2015 aan haar modelgamma toe en het model heeft in 2021 een facelift gehad.